# Biagio De Giovanni
Biagio De Giovanni (* 21. Dezember 1931 in Neapel) ist ein italienischer Philosoph, Hochschullehrer und Politiker. 
De Giovanni studierte Philosophie an der Universität Neapel. Er lehrte als Professor an den Universitäten in Bari, Salerno und an der "Orientale" in Neapel. Zu seinen Schwerpunkten zählen die politische Philosophie und die Geschichte politischer Doktrinen. Er war Rektor der Universität Neapel "L’Orientale" sowie ebendort Dekan der Fakultät für Politikwissenschaften. In der Legislaturperiode von 1989 bis 1994 und erneut von 1994 bis 1999 war er Mitglied des Europäischen Parlaments.

## Schriften (Auswahl)
- L'ambigua potenza dell'Europa, Napoli 2002
- La filosofia e l'Europa moderna, Bologna 2004